# Helmut Fechner
Helmut Fechner (* 24. Februar 1935 in Berlin; † 19. Oktober 2017 in Berlin) war ein deutscher Politiker (SPD). Er gehörte von 1990 bis 1995 dem Abgeordnetenhaus von Berlin an.

## Biografie
Fechner absolvierte von 1950 bis 1953 eine Lehre als Büromaschinenmechaniker und erlangte einen Abschluss als Facharbeiter. Von 1953 bis 1968 war er in diesem Beruf tätig. Von 1968 bis 1970 war Fechner Fachgebietsleiter, von 1970 bis 1973 Fachtechnologe für Büromaschinen. Von 1969 bis 1973 studierte Fechner an der Ingenieurschule für Elektrotechnik und Maschinenbau in Berlin-Lichtenberg und erlangte einen Abschluss als Ingenieurökonom für Elektrotechnik. Von 1974 bis 1983 arbeitete er als Abteilungsleiter Kundendienst beim VEB Rechentechnik. im Kombinat Robotron; von 1983 bis 1990 als Serviceleiter für Computertechnik. Von 1996 bis 1998 war Fechner für die Wirtschafts- und Ingenieurgesellschaft WIB tätig.
Nach der Wende war Fechner 1989 einer der  Mitbegründer der SDP. Von Mai 1990 bis Januar 1991 war er Mitglied des Landesvorstandes der SPD in Berlin. Fechner wurde am 6. Mai 1990 bis zu dessen Selbstauflösung am 11. Januar 1991 gewähltes Mitglied der Berliner Stadtverordnetenversammlung. Bei den Abgeordnetenhauswahlen 1990 errang er das Direktmandat im Wahlkreis Treptow 2 und wurde Parlamentarischer Geschäftsführer seiner Fraktion. Von 1991 bis 1995 war Fechner parlamentarischer Geschäftsführer der SPD im Abgeordnetenhaus von Berlin. 1995 kandidierte er nicht erneut. 1999 legte er das Amt des SPD-Kreisvorsitzenden von Treptow nieder und trat im Januar 2002 im Zusammenhang mit der Bildung des Senats Wowereit II aus der SPD aus.